# Dectochilus
Dectochilus là một chi bướm đêm thuộc họ Geometridae.